# پلاسمودیوم ویواکس
پلاسمودیوم ویواکس (انگلیسی: Plasmodium vivax) یک انگل تک‌یاخته‌ای و عامل بیماری‌زا در انسان است. این انگل شایع‌ترین و گسترده‌ترین علت مالاریای عودکننده است. اگرچه شدت بیماری‌زایی آن کمتر از پلاسمودیوم فالسیپاروم، کشنده‌ترین انگل مالاریا در انسان، است، اما عفونت‌های ناشی از پلاسمودیوم ویواکس می‌تواند منجر به بیماری شدید و حتی مرگ شود که اغلب به دلیل بزرگ شدن غیرطبیعی طحال (بزرگ‌طحالی) است. پلاسمودیوم ویواکس توسط پشه ماده آنوفل منتقل می‌شود؛ پشه‌های نر نیش نمی‌زنند.

## شیوع بیماری
پلاسمودیوم ویواکس عمدتاً در آسیا، آمریکای لاتین و برخی از مناطق آفریقا یافت می‌شود. اعتقاد بر این است که پلاسمودیوم ویواکس از آسیا نشأت گرفته است، اما مطالعات اخیر نشان داده است که شامپانزه‌های وحشی و گوریل‌ها در سراسر آفریقای مرکزی به‌طور بومی به انگل‌هایی که ارتباط نزدیکی با پلاسمودیوم ویواکس انسانی دارند، آلوده هستند. این یافته‌ها نشان می‌دهد که پلاسمودیوم ویواکس انسانی منشأ آفریقایی دارد. این انگل مسئول ۶۵٪ موارد مالاریا در آسیا و آمریکای جنوبی است. بر خلاف پلاسمودیوم فالسیپاروم، پلاسمودیوم ویواکس قادر است در دمای پایین‌تر در پشه رشد اسپوروژنی داشته باشد. تخمین زده می‌شود که ۲٫۵ میلیارد نفر در معرض خطر ابتلا به این موجود زنده هستند.
اگرچه قاره آمریکا ۲۲٪ از مناطق در معرض خطر جهانی را تشکیل می‌دهد، اما مناطق با شیوع بالای بیماری معمولاً کم جمعیت هستند و این قاره تنها ۶٪ از کل جمعیت در معرض خطر را تشکیل می‌دهد. در آفریقا، فقدان گسترده پادتن دافی در جمعیت باعث شده است که انتقال پایدار به ماداگاسکار و بخش‌هایی از شاخ آفریقا محدود شود. این قاره ۳٫۵ درصد از جمعیت در معرض خطر جهانی را تشکیل می‌دهد. آسیای مرکزی ۸۲ درصد از جمعیت در معرض خطر جهانی را تشکیل می‌دهد که مناطق با شیوع بالا با جمعیت‌های متراکم به ویژه در هند و میانمار منطبق است. جنوب شرق آسیا دارای مناطقی با شیوع بالا در اندونزی و پاپوآ گینه نو است و در مجموع ۹ درصد از جمعیت در معرض خطر جهانی را تشکیل می‌دهد.
پلاسمودیوم ویواکس حداقل توسط ۷۱ گونه پشه منتقل می‌شود. بسیاری از ناقلین ویواکس در آب و هوای معتدل رشد می‌کنند، تا شمال فنلاند. برخی ترجیح می‌دهند در فضای باز یا در طول روز نیش بزنند و این امر مانع اثربخشی حشره‌کش‌های داخلی و پشه‌بندها می‌شود. چندین گونه کلیدی ناقل هنوز برای مطالعه دقیق‌تر در آزمایشگاه رشد نکرده‌اند و مقاومت به حشره‌کش‌ها مشخص نشده است.

## علائم بالینی
این بیماری به دلیل ترکیدن گلبول‌های قرمز آلوده، باعث تب می‌شود. گلبول‌های قرمز آلوده همچنین می‌توانند به یکدیگر و به دیواره‌های مویرگ‌ها بچسبند. این انسداد عروق، بافت‌ها را از اکسیژن محروم می‌کند. عفونت همچنین می‌تواند باعث بزرگ شدن طحال شود.
برخلاف انگل مالاریای فالسیپاروم، پلاسمودیوم ویواکس می‌تواند حتی قبل از اینکه بیمار علائمی را نشان دهد، جریان خون را با انگل‌های مرحله جنسی پر کند، شکلی که پشه‌ها قبل از نیش زدن قربانی بعدی می‌خورند. در نتیجه، درمان سریع بیماران علامت‌دار لزوماً به توقف شیوع بیماری کمک نمی‌کند، مانند مالاریای فالسیپاروم که تب با ایجاد مراحل جنسی رخ می‌دهد. حتی زمانی که علائم ظاهر می‌شوند، از آنجایی که بیماری معمولاً بلافاصله کشنده نیست، انگل به تکثیر خود ادامه می‌دهد.
پلاسمودیوم ویواکس می‌تواند شکل غیرمعمول‌تری از مالاریا را با علائم غیرمعمول ایجاد کند. این بیماری با سکسکه، از دست دادن حس چشایی، عدم تب، درد هنگام بلع، سرفه و ناراحتی ادراری شناخته شده است.
این انگل می‌تواند روزها تا سال‌ها در کبد به صورت نهفته بماند و هیچ علامتی ایجاد نکند و در آزمایش خون قابل تشخیص نباشد. آنها هیپنوزوئیت‌ها را تشکیل می‌دهند، مرحله کوچکی که در داخل یک سلول کبدی قرار می‌گیرد. این نام از «ارگانیسم‌های خوابیده» گرفته شده است. هیپنوزوئیت‌ها به انگل اجازه می‌دهند در مناطق معتدل‌تر، جایی که پشه‌ها فقط بخشی از سال را نیش می‌زنند، زنده بمانند.
یک نیش عفونی می‌تواند سالانه شش یا بیشتر عود را تحریک کند و بیماران را نسبت به سایر بیماری‌ها آسیب‌پذیرتر کند. به نظر می‌رسد سایر بیماری‌های عفونی، از جمله مالاریای فالسیپاروم، باعث عود می‌شوند.

## عوارض جدی
عوارض جدی مالاریا، انگل‌های مرحله کبدی نهفته و نارسایی‌های اندام مانند نارسایی حاد کلیه هستند. عوارض بیشتر مالاریا همچنین می‌تواند اختلال در هوشیاری، ناهنجاری‌های عصبی، افت قند خون و فشار خون پایین ناشی از فروپاشی قلبی عروقی، زردی بالینی یا سایر اختلالات عملکرد اندام‌های حیاتی و نقص انعقاد باشد. جدی‌ترین عارضه در نهایت مرگ است.

## پیشگیری
راه اصلی پیشگیری از مالاریا، کنترل ناقل است. سه شکل اصلی کنترل ناقل وجود دارد: (۱) توری‌های پشه‌بند آغشته به حشره‌کش، (۲) سمپاشی باقی‌مانده داخلی و (۳) داروهای ضد مالاریا. توری‌های حشره‌کش با ماندگاری طولانی (LLN) روش ترجیحی کنترل هستند زیرا مقرون به صرفه‌ترین روش است. سازمان بهداشت جهانی در حال حاضر در حال برنامه‌ریزی برای اطمینان از نگهداری مناسب توری برای محافظت از افراد در معرض خطر است. گزینه دوم سمپاشی باقیمانده در محیط داخلی است و ثابت شده است که اگر حداقل ۸۰ درصد از خانه‌ها سمپاشی شوند، مؤثر است. با این حال، چنین روشی فقط ۳–۶ ماه مؤثر است. متأسفانه، یک اشکال این دو روش این است که مقاومت پشه‌ها در برابر این حشره‌کش‌ها افزایش یافته است. تلاش‌های ملی برای کنترل مالاریا به سرعت در حال تغییر هستند تا اطمینان حاصل شود که موثرترین روش کنترل ناقل به مردم داده می‌شود. در نهایت، از داروهای ضد مالاریا نیز می‌توان برای جلوگیری از تبدیل شدن عفونت به یک بیماری بالینی استفاده کرد. با این حال، مقاومت در برابر داروی ضد مالاریا نیز افزایش یافته است.
در سال ۲۰۱۵، سازمان بهداشت جهانی (WHO) به عنوان بخشی از استراتژی فنی جهانی خود برای مالاریا، طرحی را برای مقابله با مالاریای ویواکس تهیه کرد.
اگر پلاسمودیوم ویواکس و پلاسمودیوم اوال بیش از ۳۰ دقیقه قبل از تهیه گسترش خونی در اتیلن‌دی‌آمین‌تترااستیک اسید (EDTA) قرار بگیرند، از نظر ظاهری بسیار شبیه به پلاسمودیوم مالاریه خواهند بود. به همین دلیل مهم است که آزمایشگاه را بلافاصله پس از گرفتن نمونه خون مطلع کنید تا بتوانند نمونه را به محض رسیدن پردازش کنند. گسترش‌های خونی ترجیحاً ظرف ۳۰ دقیقه پس از خون‌گیری و قطعاً باید ظرف یک ساعت از خون‌گیری تهیه شوند. تشخیص را می‌توان با نوار تست سریع پادتن‌ها انجام داد.
کلروکین همچنان درمان انتخابی برای مالاریای ویواکس است، به جز در منطقه ایرین جایا اندونزی (گینه نو غربی) و پاپوآ گینه نو که از نظر جغرافیایی همجوار هستند، جایی که مقاومت به کلروکین شایع است (تا ۲۰٪ مقاومت). مقاومت به کلروکین یک مشکل فزاینده در سایر نقاط جهان مانند کره و هند است.
هنگامی که مقاومت به کلروکین شایع است یا زمانی که کلروکین منع مصرف دارد، آرتسونات داروی انتخابی است، به جز در ایالات متحده، که استفاده از آن تأیید نشده است. در جایی که درمان ترکیبی مبتنی بر آرتمیسینین به عنوان درمان خط اول برای مالاریای پلاسمودیوم فالسیپاروم اتخاذ شده است، ممکن است برای مالاریای پلاسمودیوم ویواکس نیز در ترکیب با پریماکین برای درمان رادیکال استفاده شود. یک استثنا، آرتسونات به اضافه سولفادوکسین/پیریمتامین (AS+SP) است که در بسیاری از نقاط علیه پلاسمودیوم ویواکس مؤثر نیست. مفلوکین جایگزین خوبی است و در برخی کشورها راحت‌تر در دسترس است. آتووکون/پروگوانیل یک جایگزین مؤثر در بیمارانی است که نمی‌توانند کلروکین را تحمل کنند. کینین ممکن است برای درمان مالاریای ویواکس استفاده شود اما با پیامدهای ضعیف‌تری همراه است.
در صورت عدم درمان رادیکال (غیرفعال کردن مراحل کبدی)، ۳۲ تا ۱۰۰ درصد بیماران پس از درمان موفقیت‌آمیز عفونت پلاسمودیوم ویواکس عود می‌کنند.
ریشه‌کنی مراحل کبدی با تجویز پریماکین به دست می‌آید اما بیماران مبتلا به کمبود گلوکز-۶-فسفات دهیدروژناز در معرض خطر همولیز هستند؛ بنابراین آزمایش G6PD هم در مناطق بومی و هم در مسافران بسیار مهم است. برای درمان رادیکال مالاریای پلاسمودیوم ویواکس حداقل دوره ۱۴ روزه پریماکین لازم است.
این ایده که پریماکین انگل‌ها را در کبد می‌کشد، فرض سنتی است. با این حال، پیشنهاد شده است که پریماکین ممکن است، تا حدی که در حال حاضر ناشناخته است، مروزوئیت‌های غیر در گردش و خارج کبدی را نیز غیرفعال کند (انتظار می‌رود که به زودی در این زمینه شفاف‌سازی شود).

## تافنوکین
در سال ۲۰۱۳ یک کارآزمایی فاز IIb تکمیل شد که یک داروی جایگزین تک دوز به نام تافنوکین را مطالعه کرد. این دارو یک ۸-آمینوکینولین است، از همان خانواده پریماکین، که توسط پژوهشگران مؤسسه تحقیقات ارتش والتر رید در دهه ۱۹۷۰ توسعه یافت و در آزمایشات ایمنی آزمایش شد. با این حال، تا زمانی که فشار برای ریشه‌کنی مالاریا علاقه جدیدی به جایگزین‌های پریماکین ایجاد کرد، این دارو مورد توجه قرار نگرفت.
در میان بیمارانی که دوز ۶۰۰ میلی‌گرمی دریافت کردند، ۹۱٪ پس از ۶ ماه بدون عود بودند. در میان بیمارانی که پریماکین دریافت کردند، ۲۴٪ در عرض ۶ ماه عود کردند. ول می‌گوید: «داده‌ها کاملاً دیدنی هستند.» او می‌گوید، در حالت ایده‌آل، محققان می‌توانند داده‌های ایمنی آزمایش‌های قبلی ارتش را با مطالعه جدید در یک ارائه به سازمان غذا و داروی ایالات متحده برای تأیید ترکیب کنند. مانند پریماکین، تافنوکین باعث همولیز در افرادی می‌شود که کمبود G6PD دارند.
در سال ۲۰۱۳ محققان «میکرو کبد» انسانی کشت‌شده تولید کردند که از مراحل کبدی هر دو پلاسمودیوم فالسیپاروم و پلاسمودیوم ویواکس پشتیبانی می‌کردند و ممکن است هیپنوزوئیت‌ها را نیز ایجاد کرده باشند.
درمان جمعی جمعیت‌ها با پریماکین می‌تواند هیپنوزوئیت‌ها را از بین ببرد، به جز در افرادی که کمبود G6PD دارند. با این حال، رژیم استاندارد نیاز به یک قرص روزانه به مدت ۱۴ روز در بین جمعیت بدون علامت دارد.

## کره
پلاسمودیوم ویواکس تنها انگل مالاریای بومی در شبه جزیره کره است. در سال‌های پس از جنگ کره (۱۹۵۳–۱۹۵۰)، کمپین‌های ریشه‌کنی مالاریا با موفقیت تعداد موارد جدید این بیماری را در کره شمالی و کره جنوبی کاهش دادند. در سال ۱۹۷۹، سازمان جهانی بهداشت شبه جزیره کره را عاری از مالاریای ویواکس اعلام کرد، اما این بیماری به‌طور غیرمنتظره‌ای در اواخر دهه ۱۹۹۰ دوباره ظاهر شد و هنوز هم ادامه دارد. عوامل متعددی در ظهور مجدد این بیماری نقش داشته‌اند، از جمله کاهش تأکید بر کنترل مالاریا پس از سال ۱۹۷۹، سیل و قحطی در کره شمالی، ظهور مقاومت دارویی و احتمالاً تغییر اقلیم. بیشتر موارد در امتداد منطقه غیرنظامی کره شناسایی می‌شوند. به این ترتیب، مالاریای ویواکس فرصتی را برای دو کره فراهم می‌کند تا در مورد یک مشکل مهم بهداشتی که هر دو کشور را تحت تأثیر قرار می‌دهد، با هم همکاری کنند.
با توجه به اینکه داروهایی که مراحل مختلف زندگی انگل را هدف قرار می‌دهند، گاهی اوقات می‌توانند عوارض جانبی نامطلوبی داشته باشند، مطلوب است که مولکول‌های دارویی را برای هدف قرار دادن پروتئین‌ها/آنزیم‌های خاصی که برای بقای انگل ضروری هستند یا می‌توانند تناسب اندام سازواره (ارگانیسم) را به خطر بیندازند، ارائه کنیم. آنزیم‌های مسیر بازیابی پورین تاکنون اهداف مورد علاقه‌ای برای این منظور بوده‌اند. با این حال، با توجه به درجه بالای حفاظت در سوخت‌وساز (متابولیسم) پورین در بین انگل و میزبان آن، ممکن است واکنش متقاطع بالقوه‌ای وجود داشته باشد که طراحی داروهای انتخابی علیه انگل را دشوار کند. برای غلبه بر این مشکل، تلاش‌های اخیر بر استنباط عملکرد پروتئین‌های فرضی یتیم متمرکز شده است که عملکرد آنها ناشناخته بوده است. اگرچه بسیاری از پروتئین‌های فرضی در سوخت‌وساز ثانویه نقش دارند، هدف قرار دادن آنها از دو منظر مفید خواهد بود، یعنی ویژگی و کاهش حدت بیماری‌زا بدون یا حداقل واکنش‌های متقاطع نامطلوب.

## چرخه زندگی
مانند همه پلاسمودیوم انگل‌های مالاریا، پلاسمودیوم ویواکس چرخه زندگی پیچیده‌ای دارد. این انگل یک میزبان حشره قطعی را که در آن تولید مثل جنسی رخ می‌دهد، و یک میزبان مهره‌دار میانی را که در آن تکثیر غیرجنسی رخ می‌دهد، آلوده می‌کند. در پلاسمودیوم ویواکس، میزبان‌های قطعی پشه‌های آنافل (همچنین به عنوان ناقل شناخته می‌شوند) هستند، در حالی که انسان‌ها میزبان‌های غیرجنسی میانی هستند. پلاسمودیوم ویواکس در طول چرخه زندگی خود اشکال فیزیکی مختلفی به خود می‌گیرد (به زیر مراجعه کنید).

## اشکال غیرجنسی
- اسپوروزوئیت: انتقال عفونت از پشه به انسان
- تروفوزوئیت‌های نابالغ (حلقه‌ای یا به شکل حلقه مهر)، حدود ۱/۳ قطر گلبول قرمز.
- تروفوزوئیت‌های بالغ: بسیار نامنظم و ظریف (توصیف شده به عنوان آمیبوئید). بسیاری از فرآیندهای کاذب دیده می‌شوند. وجود دانه‌های ریز رنگدانه قهوه‌ای (رنگدانه مالاریا) یا هماتین احتمالاً از هموگلوبین گلبول قرمز آلوده مشتق شده است.
- شزونت (همچنین به نام مرونت): به اندازه یک گلبول قرمز طبیعی؛ بنابراین گویچه‌های انگلی متورم می‌شوند و بزرگتر از حد معمول می‌شوند. حدود شانزده مروزوئیت وجود دارد.

## اشکال جنسی
- گامت‌های نر و ماده: از گامت‌ها در پشه‌ها تشکیل می‌شوند.
- زیگوت: از ترکیب گامت‌ها تشکیل شده است.
- اووسیست: حاوی زیگوت است و به اسپوروزوئیت تبدیل می‌شود.

انگل مالاریا، پلاسمودیوم ویواکس، از طریق نیش پشهٔ آلوده به انسان منتقل می‌شود. در هنگام نیش زدن، پشه همراه با بزاق خود، اسپوروزوئیت‌ها (نوعی از سلول‌های انگلی) را به بدن انسان تزریق می‌کند. برخی از این اسپوروزوئیت‌ها به کبد می‌رسند و با ورود به سلول‌های کبدی، از آن‌ها تغذیه کرده و به صورت غیرجنسی تکثیر می‌شوند. این فرایند منجر به تولید هزاران سلول انگلی جدید به نام مروزوئیت در بدن می‌شود.
معمولاً علائم بیماری ۱۰ تا ۱۷ روز پس از عفونت ظاهر می‌شود، اما گاهی این دوره می‌تواند تا یک سال هم طول بکشد. برخی از انگل‌ها می‌توانند در کبد به صورت خفته باقی بمانند و حتی پس از درمان و بهبودی ظاهری، تا ۵ سال بعد باعث عود بیماری شوند.
در کبد، اسپوروزوئیت پلاسمودیوم ویواکس وارد سلول‌های کبدی شده و مرحله شیزوگونی خارج گلبولی خود را آغاز می‌کند. در این مرحله، هسته انگل بارها تقسیم می‌شود، اما سلول به‌طور کامل تقسیم نمی‌شود. پس از چندین تقسیم هسته‌ای، سلول انگلی به چندین مروزوئیت تقسیم می‌شود.
در برخی موارد، اسپوروزوئیت‌ها بلافاصله پس از ورود به سلول کبدی شروع به رشد و تقسیم نمی‌کنند، بلکه به صورت خفته (هیپنوزوئیت) برای هفته‌ها یا ماه‌ها باقی می‌مانند. مدت زمان این خواب می‌تواند متفاوت باشد و عواملی که باعث بیدار شدن و رشد آن‌ها می‌شود، هنوز ناشناخته است. این موضوع می‌تواند توضیح دهد که چرا یک عفونت می‌تواند باعث چندین دوره بیماری یا «عود» شود.

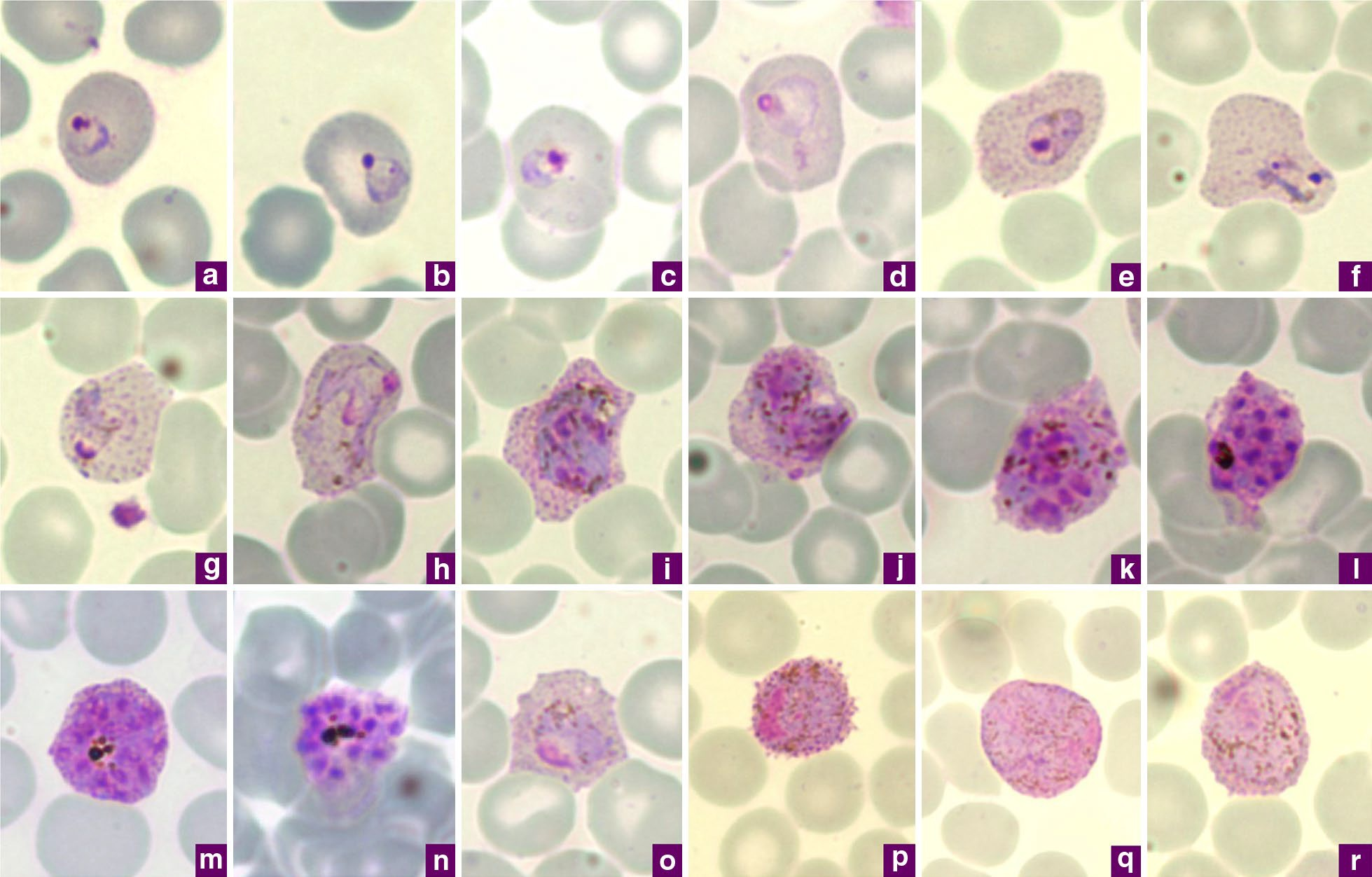
میکروگراف‌های پلاسمودیوم ویواکس در گسترش‌های خونی نازک رنگ‌آمیزی شده با گیمسا. a، b مراحل حلقه، c-e تروفوزوئیت‌های جوان، f-h تروفوزوئیت‌های آمیبوئید، i شیزونت جوان، j-l شیزونت‌های در حال رشد، m شیزونت توسعه یافته، n شیزونت بالغ، o گامت‌های جوان، p ماکروگامت، r، q میکروگامت‌ها.

برخلاف انگل مالاریای دیگری به نام پلاسمودیوم فالسیپاروم که می‌تواند به انواع گلبول‌های قرمز حمله کند، پلاسمودیوم ویواکس ترجیح می‌دهد به گلبول‌های قرمز جوان (رتیکولوسیت‌ها) نفوذ کند. برای این کار، مروزوئیت‌ها از دو پروتئین خاص (PvRBP-1 و PvRBP-2) استفاده می‌کنند و به پادگن‌های گروه خونی دافی (Fy6) روی سطح گلبول‌های قرمز متصل می‌شوند. این پادگن در اکثر افراد غرب آفریقا وجود ندارد، به همین دلیل مالاریای ویواکس در این منطقه کمتر شایع است.
گلبول‌های قرمز آلوده به این انگل تا دو برابر بزرگ‌تر از گلبول‌های قرمز سالم می‌شوند و لکه‌های شوفنر روی سطح آن‌ها دیده می‌شود. این لکه‌ها ظاهری نقطه‌دار دارند و رنگ آن‌ها از صورتی روشن تا قرمز متغیر است. انگل داخل گلبول قرمز اغلب شکل نامنظمی دارد. هر شزونت پلاسمودیوم ویواکس می‌تواند تا بیست مروزوئیت در داخل خود داشته باشد. به ندرت سلولی با بیش از یک انگل در داخل آن دیده می‌شود. از آنجایی که مروزوئیت‌ها فقط به گلبول‌های قرمز نابالغ متصل می‌شوند، معمولاً کمتر از ۳٪ از گلبول‌های قرمز در گردش خون آلوده می‌شوند.
اشکال غیرمعمول گلبول‌های قرمز در چند مورد از شیوع مالاریا در برزیل مشاهده شده است.
هنگامی که یک پشهٔ آنوفل ماده فرد آلوده را نیش می‌زند، گامت‌ها و سایر مراحل انگل به معده پشه منتقل می‌شوند. گامت‌ها در نهایت به گامت (سلول‌های جنسی) تبدیل می‌شوند، فرآیندی که به عنوان گامتوگونی شناخته می‌شود.
میکروگامت‌ها (گامت‌های نر) بسیار فعال می‌شوند و هسته‌های آنها تحت شکافت قرار می‌گیرند (یعنی آمی‌توز) تا هر کدام ۶–۸ هسته دختر ایجاد کنند که در اطراف سلول قرار می‌گیرند. سیتوپلاسم، برآمدگی‌های بلند و نازک شلاق مانند را ایجاد می‌کند، سپس یک هسته وارد هر یک از این پسوندها می‌شود. این پسوندهای سیتوپلاسمی بعداً به صورت گامت‌های نر بالغ (میکروگامت) جدا می‌شوند. این فرایند تشکیل میکروگامت‌های شلاق مانند یا گامت‌های نر به عنوان برون‌زدگی شناخته می‌شود. ماکروگامت‌ها (گامت‌های ماده) تغییر بسیار کمی نشان می‌دهند. آنها یک مخروط پذیرش در یک طرف ایجاد می‌کنند و به عنوان ماکروگامت‌ها (گامت‌های ماده) بالغ می‌شوند.
گامت‌های نر به‌طور فعال در معده پشه‌ها به دنبال گامت‌های ماده حرکت می‌کنند. سپس گامت‌های نر از طریق مخروط پذیرش وارد گامت‌های ماده می‌شوند. همجوشی کامل ۲ گامت منجر به تشکیل زیگوت می‌شود. در اینجا، همجوشی ۲ گامت غیرمشابه رخ می‌دهد که به آن آنیزوگامی می‌گویند.
زیگوت مدتی غیرفعال می‌ماند اما به زودی دراز می‌شود، کرمی شکل (شبیه کرم) و متحرک می‌شود. اکنون به عنوان اوکینت شناخته می‌شود. انتهای نوک تیز اوکینت به دیواره معده نفوذ می‌کند و در زیر لایه اپیتلیال بیرونی آن قرار می‌گیرد. در اینجا زیگوت کروی می‌شود و یک دیواره کیستی در اطراف خود ایجاد می‌کند. دیواره کیست تا حدی از بافت‌های معده گرفته شده و تا حدی توسط خود زیگوت تولید می‌شود. در این مرحله، زیگوت به عنوان اووسیست شناخته می‌شود. اووسیست تغذیه را جذب کرده و اندازه آن رشد می‌کند. اووسیست‌ها از سطح معده بیرون زده و ظاهری تاول زده به آن می‌دهند. در یک پشه بسیار آلوده، ممکن است تا ۱۰۰۰ اووسیست دیده شود.
هسته اووسیست بارها تقسیم می‌شود و تعداد زیادی هسته دختر را تشکیل می‌دهد. در همان زمان، سیتوپلاسم، واکوئل‌های بزرگ ایجاد می‌کند و توده‌های سیتوپلاسمی متعددی را تشکیل می‌دهد. سپس این توده‌های سیتوپلاسمی دراز می‌شوند و یک هسته دختر به هر توده مهاجرت می‌کند. اجسام داسی شکل حاصل به عنوان اسپوروزوئیت شناخته می‌شوند. این مرحله از تکثیر غیرجنسی به عنوان اسپوروگونی شناخته می‌شود و در حدود ۱۰ تا ۲۱ روز تکمیل می‌شود. سپس اووسیست می‌ترکد و اسپوروزوئیت‌ها در حفره بدن پشه آزاد می‌شوند. اسپوروزوئیت‌ها در نهایت از طریق همولنف به غدد بزاقی پشه می‌رسند. پشه اکنون عفونی می‌شود. غدد بزاقی یک پشه آلوده ممکن است تا ۲۰۰۰۰۰ اسپوروزوئیت داشته باشد. هنگامی که پشه یک فرد سالم را نیش می‌زند، هزاران اسپوروزوئیت همراه با بزاق وارد خون می‌شوند و چرخه دوباره شروع می‌شود.
پلاسمودیوم ویواکس را می‌توان به دو کلاد تقسیم کرد: یکی که به نظر می‌رسد منشأ آن در دنیای قدیم باشد و دومی که در دنیای جدید سرچشمه گرفته است. تمایز را می‌توان بر اساس ساختار اشکال A و S آران‌ای ریبوزومی (rRNA) ایجاد کرد. به نظر می‌رسد که بازآرایی این ژن‌ها در سویه‌های دنیای جدید رخ داده است. به نظر می‌رسد که یک تبدیل ژن در یک سویه دنیای قدیم رخ داده است و این سویه باعث ایجاد سویه‌های دنیای جدید شده است. زمان این رویداد هنوز مشخص نشده است.
در حال حاضر، هر دو نوع پلاسمودیوم ویواکس در آمریکا در گردش هستند. انگل میمون - پلاسمودیوم سیمیوم - به جای سویه‌های دنیای جدید، به سویه‌های دنیای قدیم مرتبط است.
یک نام خاص - پلاسمودیوم کالینسی - برای سویه‌های دنیای جدید پیشنهاد شده است، اما این پیشنهاد تا به امروز پذیرفته نشده است.
پیشنهاد شده است که پلاسمودیوم ویواکس مواد ژنتیکی را به صورت افقی از انسان‌ها به دست آورده است.
مشخص نیست که پلاسمودیوم ویواکس رنگ‌آمیزی گرم خاصی (منفی در مقابل مثبت) داشته باشد و ممکن است به هر صورت ظاهر شود.
شواهدی وجود دارد که نشان می‌دهد پلاسمودیوم ویواکس به ویروس آلوده شده است.
پلاسمودیوم ویواکس بین سال‌های ۱۹۱۷ و ۱۹۴۰ برای مالاریادرمانی، یعنی ایجاد تب‌های بسیار بالا برای مبارزه با بیماری‌های خاص مانند سیفلیس سوم استفاده می‌شد. در سال ۱۹۱۷، مخترع این تکنیک، یولیوس واگنر-یاورگ، جایزه نوبل فیزیولوژی یا پزشکی را برای اکتشافات خود دریافت کرد. با این حال، این تکنیک خطرناک بود و حدود ۱۵ درصد از بیماران را کشت، بنابراین دیگر مورد استفاده قرار نمی‌گیرد.